# Предводител на дворянството
Предводител на дворянството (на руски: предводитель дворянства) в Руската империя е важна изборна длъжност в системата на съсловното самоуправление на дворянството (благородничеството) и едновременно в системата на местното самоуправление (земско управление).
Длъжността е учредена чрез дарствена грамота, дадена на дворянството от императрица Екатерина II на 14 декември 1766 г.
Длъжността съществува в Руската империя на две различни нива в държавното устройство: на ниво уезд (област) и на ниво губерния (съвкупност от няколко уезда). Съответно всеки уезд и всяка губерния имат свой собствен предводител на дворянството.
След Февруарската революция от 1917 г. предводителите на дворянството са отстранени от Временното руско правителство от участието в държавното управление. След Октомврийската революция от 1917 г. длъжността предводител на дворянството е премахната напълно чрез декрет на Всеруския централен изпълнителен комитет и Съвет на народните комисари от 10.11.1917 г. със заглавие: „Относно унищожаването на съсловията и гражданските чинове“.

## Избор
Уезден предводител на дворянството – избира се с мандат за три години от уездния отдел в хода на общото губернско дворянско събрание и се утвърждава от губернатора.
Губернски предводител на дворянството – Губернското дворянско събрание предлага двама кандидати, единият от които и се избира от императора с мандат за три години.

## Функция в дворянското самоуправление
- Уезден предводител на дворянството – участва в съставянето на дворянските родословни книги, осъществява контрол за поведението и „нравственноста“ на дворяните, издава им характеристики при постъпване на цивилна и военна служба.[1] Проверя споразуменията между помешчиците и селяните.[1] Действа в качеството на арбитражен съдия в конфликти между помешчици, а също така в води разследвания по жалби на крепостни селяни за злоупотреба с власт от страна на помешчиците, участва в производството на следствия по дела за убийство на крепостни селяни на своите помешчици, а също в приемането на решения за налагане на имуществен надзор над именията на даден помешчик заради жестоко отношение към неговите крепостни селяни, разточителство и „отпадение от православието“.[1] Той отговаря и за уездната дворянска опека, управляваща имуществото на малолетни дворяни-сираци и оказваща помощ на овдовели дворяни.[1]
- Губернски предводител на дворянството –  той е председател на губернското земското събрание в губернията (ежегодно събрание, упражняващо общото ръководство на икономическите дела на губернията).[1] Той изпълнява постановления на дворянското събрание, представлява го в контактите си с органите на властта, обществените и частните учреждения; от името на дворянското събрание има право да се обръща към всяка власт (изпълнителна, законотдателна, съдебна и пр.), в това число и към императора, поднася им сведения за „всяка полезна мисъл, всяко предложение за мерки за изкоренение на злоупотреби или отстраняване на неудобства, забелязани в местното управление“; разпорежда се с дворянския обществен капитал.[1]

## Функция в местното самоуправление
- Уезден предводител на дворянството – той е председател на уездното земско събрание (решаващо икономическите дела в уезда), уездния училищен съвет (завеждащ началните училища); уездното ведомство за военна повинност (отговорно за набора на военослужещи), уездния конгрес (административно-съдебно учреждение, занимаващо се с делата на селяните), уездната дворянска опека (управляваща имуществото на малолетни дворяни-сираци и оказваща помощ на овдовели дворяни), детските приюти и редица други местни органи.[1] От 1860–70-те години е фактически глава на уездната администрация.[1]
- Губернски предводител на дворянството – той е председател на губернското земското събрание в губернията (ежегодно събрание, упражняващо общото ръководство на икономическите дела на губернията).[1] Той изпълнява постановления на дворянското събрание, представлява го в контактите си с органите на властта, обществените и частните учреждения; от името на дворянското събрание има право да се обръща към всяка власт (изпълнителна, законотдателна, съдебна и пр.), в това число и към императора, поднася им сведения за „всяка полезна мисъл, всяко предложение за мерки за изкоренение на злоупотреби или отстраняване на неудобства, забелязани в местното управление“; разпорежда се с дворянския обществен капитал.[1] Освен това той оказва влияние на подбора на чиновници, особено при длъжностите, които се избират от дворяните, разглежда молби за оставка на служители, избрани от дворяните; член е на губернския статистически комитет.[1] Член на надзирателния комитет на затворите.[1] Поканен е да участва при подготовката на реформи.[1]

От 1906 г. предводителите на дворянството се явяват също председатели на редица избирателни събрания и конгреси (избирателни комисии) при избори за Държавната дума (парламента).

## Заплата и привилегии
Службата като предводител на дворянството е почетно задължение, изпълнявано безвъзмездно (по-скоро тя често дори изисквала разходи от страна на предводителя). В замяна на това обаче, тя е давала нематериални преимущества като власт, имунитет и престиж.
И уездният, и губернският предводител на дворянството са се ползвали с независимост от местната власт. Освен това уездният предводител на дворянството не е бил подчинен на губернския предводител на дворянството. Уездният предводител е можел да бъде дисциплинарно наказан или даден на съд само с разрешение на Управляващия сенат, а губернският предводител на дворянството е можел да бъде осъден само от Управляващия сенат.

## В изкуството
Бивш предводител на дворянството е Иполит Матвеевич Воробянинов – художествен герой в произведението на Иля Илф и Евгений Петров – „Дванадесетте стола“.